# Anton Fichtlmeier
Anton Fichtlmeier (* 1. November 1951 als Robert-Wayne Jocher in München) ist ein deutsch-amerikanischer Hundetrainer, Hundeverhaltensberater, Sachverständiger, sowie Sachbuch- und Filmautor im Bereich der Hundeerziehung.
Populär wurde Fichtlmeier u. a. mit dem Weg des Vertrauens, seinem Ausbildungskonzept für Hunde – „ein erfolgreiches Konzept für Hundeausbildung im  deutschsprachigen Raum“.
Im Jahr 2003 begann er, seine Methode durch mehrere Buchpublikationen und Lehrfilme mit unterschiedlichen Themenschwerpunkten einer breiteren Öffentlichkeit vorzustellen, sowie diese über eigens lizenzierte Hundeschulen zu vermitteln (bis 2021 ohne Lizenzgebühr).

## Leben  und Wirken

### Beruflicher Werdegang
Nach Abschluss der Schulzeit begann Fichtlmeier eine Ausbildung zum Elektromechaniker. Es folgte eine Weiterbildung zum Radio- und Fernsehtechniker. Daran anschließend wurde er Werkstattleiter einer Radio- und Fernsehtechnikfirma und übernahm dort auch die Ausbildung von Lehrlingen. Nebenbei studierte er Musik auf Lehramt, was er auch über viele Jahre ausübte. Ab den 1970er Jahren war Fichtlmeier zusätzlich als Musiker, Kabarettist und Schauspieler auf den Kleinkunstbühnen Bayerns, v. a. Münchens unterwegs (Opera Curiosa mit Marianne Sägebrecht, Musikalisches Unterholz „MUH“, Liederbühne Robinson, Song Parnass, Schwabinger Gisela im Nowak etc.). In dieser Zeit legte er sich auch den Künstlernamen „Anton Fichtlmeier“ zu. Es folgten ausgedehnte Tourneen mit dem „Komödienstadl“ sowie eigene Tonträger-Aufnahmen im Bereich der volkstümlichen Unterhaltungsmusik. Ab den 1990er Jahren moderierte Fichtlmeier eine eigene TV-Sendung („Weißblauer Tanzboden“ des Münchner Senders „ TV Weiß-Blau“) mit heimatbezogenen Themen und volkstümlicher Musik.

#### Der Weg zum Spezialisten / Hundeexperten
Fichtlmeiers seit Jugend ausgeprägtes Interesse an Hunden ließ ihn ab den 1970er Jahren zunächst in diversen Hundevereinen bzw. im Hundesport aktiv werden (mehrfacher Vereinsmeister, Lehrgangsleiter für Fährtenhunde, Übungswart,  Schutzdiensthelfer). Unzufrieden mit der Art und Weise, wie damals auf Hunde geblickt und wie mit ihnen umgegangen wurde, begann Fichtlmeier, das vorherrschende Hundeverständnis zu hinterfragen. Gängige Ansichten, die im Hund vorrangig einen bloßen Befehlsempfänger sahen, die das Mensch-Hund Verhältnis vorzugsweise auf eine Dominanzbeziehung reduzierten und die dabei vergaßen, den Hund ernsthaft zu reflektieren, wurden von Fichtlmeier als völlig unzureichend betrachtet.
Fichtlmeier begann daher eigene, kommunikationsbezogene Ideen für eine artgerechtere Hundeerziehung zu entwickeln, um damit – nach seinem Verständnis – dem Wesen des Hundes besser Rechnung tragen zu können.
So gelang es Fichtlmeier unter weitgehendem Verzicht auf Lautsignale und vielmehr über körpersprachliche Signale und Gesten, mit seinen Hunden eine immer bessere und intensivere Verständigungsebene zu erzielen, die zum Dreh- und Angelpunkt seiner Hundephilosophie wurde.
Bestärkt durch stetig wachsende Erfolge bei seinem Umgang mit Hunden, konzentrierte sich Fichtlmeier Anfang der 1990er Jahre daher immer stärker auf die hundeerzieherische Tätigkeit und machte sich mit der therapiebezogenen Arbeit an verhaltensauffälligen Hunden einen Namen. Er stellte sich mit Rat und Tat diversen Tierheimen und deren Mitarbeitern zur Verfügung. In dieser Zeit wurde er durch die Regierung von Oberbayern zum „öffentlich bestellten und beeidigten Sachverständigen für das Verhalten von Hunden im Hinblick auf Aggressivität und Gefährlichkeit gegenüber Menschen und Tieren“ berufen.
Mit dem Ziel, seine praktische Arbeit mit Hunden zu dokumentieren und im Nachgang analysieren zu können, filmte Fichtlmeier über Jahrzehnte unzählige soziale Interaktionen von Hunden und begann so ein umfangreiches eigenes Videoarchiv aufzubauen.
Daraus hervorgehend erschien 2003 schließlich mit der DVD „Der Weg des Vertrauens – Grundlagen“ ein Lehrfilm, in dem Fichtlmeier erstmals Grundzüge seiner Methodik und Kommunikationsphilosophie einer breiteren Öffentlichkeit konzeptionell vorstellte. Es folgten erste Buchpublikationen mit „Grunderziehung für Welpen“ (2005 / NA 2014), und „Der Hund an der Leine“ (2007/NA 2018), welche die grundlegenden Ideen der Fichtlmeier Methode vertieften.

### Tätigkeitsschwerpunkte

#### Hundeerziehung
Fichtlmeiers Methode der kommunikativen Hundeführung
Die Fichtlmeier-Methode ist ein ganzheitlich angelegtes Erziehungskonzept, das bei jedem Hund unabhängig seiner Rassezugehörigkeit funktioniert und aufgrund seiner Einfachheit von jedem Hundehalter verstanden und umgesetzt werden könnte. Mithilfe dieses Konzeptes wird dem Hundebesitzer das Wesen des Hundes nähergebracht und ermöglicht diesem, ein stimmiges Regelwerk für ein soziales Miteinander zu erarbeiten.
Der schrittweise Aufbau einer gemeinsamen Kommunikationsebene erfolgt anhand bestimmter Grundelemente der Fichtlmeiermethode:
Binärsprache:Die einfachste Art der Verständigung mit dem Hund ist binäre Kommunikation, die den Aktionen des Hundes am nächsten kommt – Anton Fichtlmeier nennt es: Das Binärsystem, JA oder NEIN, Richtig oder Falsch.
Freiraumzonen:Anton Fichtlmeiers Konzept der fünf Freiraumzonen verfolgt die Idee, den Hundebesitzer dafür zu sensibilisieren, welche Freiräume er seinem Hund zugestehen kann und wo er dessen Freiräume begrenzen müsste, um Schaden von seinem Hund und dem Umfeld präventiv abzuwenden.
Leinenkonzept: Das Leinenkonzept von Anton Fichtlmeier ist eine Methode, die als gewaltlose Kommunikationshilfe dient und in dieser Form bei allen Hunden erfolgreich eingesetzt werden kann. Sie beruht in ihrer Gesamtheit auf gegenseitigem Vertrauen, Respekt und Verständnis.
Tauschkonzept: Anton Fichtlmeiers Prinzip des Tauschens fördert Kontaktaufnahme und Kontakthalten und ist die Basis für das spätere „Suchen und Apportieren“. Von Anfang an wird mit dem Hund die Übereinkunft getroffen: „Beute-Bringen und freiwillig überlassen bedeutet immer etwas Gutes im Austausch dafür zu erhalten!“
Suchen und Apportieren: Fichtlmeiers Apportierkonzept hilft dem Hundebesitzer dabei, den Hund in allen Bereichen des Zusammenlebens kontrollierbarer zu machen, ihn sinnvoll (hundegerecht) auszulasten und im Bereich seiner Talente zufriedenzustellen. Es bildet die perfekte Basis, den Hund später auch als Jagd-, Dienst- oder Rettungshund für den Realeinsatz vorzubereiten.
Ein grundsätzliches Ziel der Fichtlmeier-Methode ist es, eine möglichst freiwillige und freudige Mitarbeit des Hundes zu erreichen, gemäß dem Leitsatz: „Der Hund soll wollen und nicht müssen“. Daher spielt zum Erreichen eines gewünschten Verhaltens die Motivation eine große Rolle, wobei die Methode lerntheoretisch vorrangig auf Grundsätzen der positiven Verstärkung aufbaut. Allerdings wird die Überzeugung vertreten, dass auf unerwünschtes, gefährliches Hundeverhalten im Zweifel auch mithilfe des Verhaltensabbruchs (unter Berücksichtigung des Gebots situativer und individueller Verhältnismäßigkeit) eingewirkt werden muss.
Im Gegensatz zu anderen Erziehungsmethoden kommt Fichtlmeiers Methodik ohne spezielle Hilfsmittel wie Clicker, Halti, Brustgeschirr, Schleppleine usw. aus, ebenso werden Futtersuch-, Wurf- und Zerrspiele abgelehnt. Die Fichtlmeier-Methode wird in lizenzierten Hundeschulen vorrangig in Deutschland, Österreich und der Schweiz weitervermittelt. Eine Trainerschulung sowie vielfältige Seminarprogramme und Online-Schulungen sind Bestandteil des Konzepts.

#### Jagdhundeausbildung
Verein brauchbarer Jagdhund
Anfang der 2000er Jahre begann Fichtlmeier seine Ideen auch im Bereich der Jagdhundeausbildung erfolgreich zu etablieren. Eine mehrjährige Autorenschaft mit eigener Rubrik („Anton Fichtlmeier hilft Hundeführern“) in der Jagdzeitschrift „Wild und Hund“ folgte, die Lehrfilme „Der Jagdhund am Wasser“ (2006) und „Der Jagdhund im Feld“ (2006) erschienen. Allerdings blieb das Engagement in der Jagdszene für Fichtlmeier ein ambivalentes Kapitel. Einerseits wurde Fichtlmeier für seine Bücher zu jagdlichen Themen: „Die Prägung des Jagdhundwelpen“ (2011); „Die Ausbildung des Jagdhundes“ (2013 und 2023); „Suchen und Apportieren“ (2015) im Bereich „Bestes Jagdbuch des Jahres“ und „Beste Lehrfilme“ ausgezeichnet, andererseits brachte er einen Teil der Jagdszene gegen sich auf, weil er Sinn und Nutzen von gängigen Praktiken der Jagdhundeausbildung – wie Stachelhalsband, Zwangsapport und Arbeit an der flugunfähig gemachten Ente ablehnte sowie das Kupieren von Hunderuten anprangerte. Dies führte zu einer kontroversen Debatte über Sinn und Zweck solcher Ausbildungspraxis. Fichtlmeier vertrat dabei direkt und unnachgiebig seine Meinung, um für das Recht und den Schutz der Hunde einzustehen: „Ich streite für Hunde, damit sich grundlegend etwas ändert“.
2012 lösten Fichtlmeier und „Wild und Hund“, aufgrund „unterschiedlicher Auffassungen“ – so die Fachzeitschrift – ihre Zusammenarbeit auf. Fichtlmeier gründete den Prüfungsverein „Verein brauchbarer Jagdhund e.V.“ (VBJ), dessen Zielsetzung, – unter Berücksichtigung tierschutzrechtlicher Gesichtspunkte – vorsieht, Hunde auf ihre jagdliche Brauchbarkeit zu prüfen – und als Novum: unabhängig von der Rasse des Hundes (dies beinhaltet bsw. auch Mischlinge) oder ob sie Zuchtpapiere besitzen oder nicht. Die „Deutsche Jagdzeitung“ fragte interessiert, ob hiermit möglicherweise „Revolutionäre neue Wege im Jagdhundewesen?“ angeschoben werden. Von anderer Seite wurden lobend sowohl die Praktikabilität und mutige Herangehensweise von Fichtlmeiers Jagdhundeausbildung als auch die „in höchstem Maße tierschutzkonformen Wege zur Ausbildung von Jagdhunden“ hervorgehoben.

#### Hundesprache
Gruppenorganisierende Verhaltensmuster – Beobachtungen zum Sozialverhalten
Fichtlmeier versucht anhand seiner empirischen Feldstudien zu belegen, dass Hunde keine Rudeltiere im wölfischen Sinne sind. Auch sind nach seinen Erkenntnissen Hunde in ihrem Sozialverhalten nicht über Dominanzbestrebungen im Sinne eines Alpha-Modells motiviert, sondern vielmehr bindungsflexibel und vorrangig um emotionales Wohlbefinden in der Gruppe bemüht. Dabei dienen soziale Aushandlungsprozesse, die unter dem Prinzip gegenseitiger Beeinflussbarkeit erfolgen, zur Herstellung einer zufriedenstellenden Gruppenbalance. Grundlage hierfür bilden bei Hunden erbkoordinativ angelegte Mechanismen, die Fichtlmeier unter dem Begriff „Gruppenorganisierende Verhaltensmuster“ zusammenfasst. Das Erkennen und Bewerten dieser Verhaltensmuster werde allerdings erschwert, weil diese Interaktionen häufig vorschnell als „Spiel“ bewertet werden und damit eine andere Möglichkeit kommunikativen Geschehens – wie z. B. die Übermittlung von Gestimmtheit und Status, das Treffen von Übereinkünften über gegenseitige Beeinflussbarkeit – vom Betrachter gar nicht mehr wahrgenommen werde. Blicke man dagegen aus der Perspektive dieser Verhaltensmuster auf hündisches Sozialverhalten, befreit von Spielbegriff und Dominanzvorstellungen, lasse sich kommunikatives Handeln der Hunde (Hundesprache) in seiner Komplexität viel besser erfassen. Fichtlmeier fordert seit geraumer Zeit für diese Verhaltensmuster einen eigenen Funktionskreis im Rahmen des Ethogramms von Caniden, eine entsprechende Resonanz blieb von wissenschaftlicher Seite jedoch bislang aus.

## Privates
Zurzeit lebt Anton Fichtlmeier mit seiner Frau Gila und seiner Weimaranerhündin auf einem Hof in der Gemeinde Berg, Landkreis Starnberg und arbeitet weiterhin als Sachverständiger, sowie Verhaltensberater für Hunde. Zudem vermittelt er seine Methode durch Webinare und Seminare. Sein aktuelles Interesse (2022) gilt der Verbreitung seines zuverlässigen und tragfähigen Mantrailing-Konzepts.

## Veröffentlichungen

### Auszeichnungen
- 2. Preis: Jagdbuch des Jahres 2011 – „Die Prägung des Jagdhundwelpen“
- 1. Preis: Jagdbuch des Jahres 2014 – „Die Ausbildung des Jagdhundes – mit modernen Methoden zum Erfolg“
- 1. Preis: Jagdbuch des Jahres 2015 – „Suchen und Apportieren“
- 1. Preis: Jagdbuch des Jahres 2023 – Neuauflage „Die Ausbildung des Jagdhundes“

### Bibliografie

#### Bücher
- Anton Fichlmeier [u. Mitarb. v. Gila Fichtlmeier]: Grunderziehung für Welpen. Stuttgart: Kosmos Verlag 2005. ISBN 978-3-440-09988-9 (2. überarb. Aufl. 2014. ISBN 978-3-440-09988-9) [inhaltsgleich auch in digitaler Form]
  - Span. Ausgabe: La educación del cachorro. Madrid : Tikal 2008
  - Tschech. Ausgabe: Základní výchova štěňat. [Líbeznice] : Víkend 2007
- Anton Fichlmeier [u. Mitarb. v. Gila Fichtlmeier ] Der Hund an der Leine. Kommunikationshilfe und Signalübermittlung. Stuttgart: Kosmos Verlag 2007, ISBN 978-3-440-10993-9 (2. überarb. Aufl. 2018. ISBN 978-3-440-15393-2) [inhaltsgleich auch in digitaler Form]
- Gila u. Anton Fichlmeier [u. Mitarb. v. Désirée Bethge und Susanne Ehlers] Weimaraner. Geschichte; Haltung, Ausbildung, Beschäftigung. Stuttgart: Kosmos 2010. ISBN 978-3-440-11853-5
- Gila u. Anton Fichlmeier (Hrsg.) Weimaraner Kalender 2011. Berg: Selbstverlag 2011. ISBN 978-3-9809415-6-3
- Anton Fichtlmeier u. Julia Numßen [u. Mitarb. v. Gila Fichtlmeier und Susanne Ehlers]
- Die Prägung des Jagdhundewelpen. Stuttgart: Kosmos 2011. ISBN 978-3-440-12792-6
  - Frz. Ausgabe: L' éducation du chiot. Paris: Montbel 2012, ISBN 978-2-35653-055-4
  - Tschech. Ausgabe: Výchova štěněte loveckého psa. Praha : Grada 2012. ISBN 978-80-247-4117-8
- Anton Fichtlmeier u. Julia Numßen [u. Mitarb. v. Gila Fichtlmeier] Die Ausbildung des Jagdhundes. Mit modernen Methoden zum Erfolg. Stuttgart: Kosmos 2013. ISBN 978-3-440-12167-2
  - Frz. Ausgabe: La formation du chien de chasse : apres l'education du chiot. Paris: Montbel 2015. ISBN 978-2-35653-090-5
- Anton Fichtlmeier [u. Mitarb. v. Gila Fichtlmeier, Susanne Ehlers, Martin Rösler, Michael Stähler] Suchen und Apportieren. Stuttgart: Kosmos 2015. ISBN 978-3-440-14813-6

#### Ebooks
- Grunderziehung für Welpen, Stuttgart: Kosmos (2014)
- Suchen und Apportieren, Stuttgart: Kosmos (2015)
- Der Hund an der Leine, Stuttgart: Kosmos (2018)
- Sitz-Position – Mehr als nur Sitz, Stuttgart: Kosmos (2019) E-Booklet
- Welpenfibel (2022) epub und pdf

#### DVD + VHS
- Der Weg des Vertrauens. Berg: Selbstverlag 2003, VHS-Video, Spielzeit 75 Minuten, ISBN 3-00-011327-4 / DVD-Video, ISBN 978-3-9809415-0-1
- Der brauchbare Jagdhund im Feld. Berg: Selbstverlag 2006, ISBN 978-3-9809415-2-5
- Der brauchbare Jagdhund am Wasser. Berg: Selbstverlag 2006, ISBN 978-3-9809415-1-8
- Der Hund an der Leine. Kommunikationshilfe und Signalübermittlung. Berg: Selbstverlag 2009, ISBN 978-3-9809415-5-6

#### Online-Kurse
- Der Hund an der Leine (2022)[38]
- Der Weg des Vertrauens (2022)
- Ausbildung des Jagdhundes | Grundlagen (2023)
- Apportieren für Jagdhunde | Bringen mit Freude (2024)
- Spurarbeit und Apport | am Wasser (2024)
- Das Geheimnis der Spurensuche | Fährten – Mantrailing (2024)

### Artikel von Anton Fichtlmeier
- Monatliche Artikelserie in: „HundeWelt“ 2005 bis 2012
- „Anton Fichtlmeier hilft Hundeführern“. 14-tägige Rubrik in: „Wild und Hund“ 2007–2011
- „Einführung in die Hundesprache“. 5-teilige Artikelserie. In: Hundewelt H.8-H.12 2020
- „Unerwünschtes Jagdverhalten. Der Weg zum verlässlichen Begleiter“ [ Gila und Anton Fichtlmeier] in: „Wuff Bookazin“ Februar 2020:
- „Hilfe, mein Hund jagt!“. In: Wuff H.10 2012

### TV und Radiosendungen

#### TV-Sendungen
- 2004
  - ZDF – ZDF-Reporter – Vierbeiner auf der Couch. Verhaltenstherapie für Hunde und Menschen. Oktober 2004. Im anschließenden Chat beantwortet Anton Fichtlmeier die vielen Fragen der Zuseher
- 2005
  - SAT 1 – Frühstücksfernsehen. Juni, Juli, August 2005, Sendetermine jeweils Dienstags und Donnerstags. SAT 1 Frühstücksfernsehen begleitet Anton Fichtlmeier für 3 Monate bei seiner Arbeit.
  - Premiere – Animal Planet. 12.09. bis 8. Oktober 2005. Hundetraining. U.a Beitrag mit Anton Fichtlmeier
  - Kabel 1. K1-Magazin. Mehrteilige Reportagereihe. November 2005. U.a Beitrag mit Anton Fichtlmeier
- 2006
  - RTL 2. - .Welt der Wunder – Schau Dich schlau. „Welpen-Hundeschule“. November 2006. U.a. Beitrag mit Anton Fichtlmeier
- 2007
  - RTL 2 – Exklusiv. Die Reportage. „Ach du dicker Hund – Tiere auf dem Weg zur Traumfigur“. Februar, Juli 2007. U.a. Beitrag mit Anton Fichtlmeier
- 2008
  - Deutsches Gesundheitsfernsehn. „Tierisch Gesund. Das Magazin für den Umgang von Mensch und Tier“. Februar, April, Mai 2008. U.a. Beiträge mit Anton Fichtlmeier
- 2010
  - Servus TV – „Gut leben! - Einfach Tierisch“. März 2010. U.a. Beitrag mit Anton Fichtlmeier
- 2014
  - BR – „Tiergeschichten“ Januar 2014. U.a. Beitrag mit Anton Fichtlmeier.
- 2015
  - WDR – Quarks & Co. „Brauchen wir noch Jäger?“ 29. September 2015. U.a. Beitrag mit Anton Fichtlmeier über moderne Jagdhundeausbildung.
  - WDR – Tiere suchen ein Zuhause. 29. November 2015. U.a. Beitrag mit Anton Fichtlmeier zum Thema: „Jagdhundeausbildung in der Kritik“.
- 2016
  - WDR – Tiere suchen ein Zuhause. 8. Mai 2016. U.a. Beitrag mit Anton Fichtlmeier zum Thema „Das Kupieren der Rute bei jagdlich geführten Hunden“.

#### Radiosendungen
- Radio – Bayern 2. 06/2010. Notizbuch – 1 Stunde rund um den Hund mit Anton Fichtlmeier
- Radio – Bayern 2. 11/2012. Tagesgespräch „Müssen Hunde an die Leine?“. 1 Stunde mit Anton Fichtlmeier als Studiogast.